# Vincent du Vigneaud
Vincent du Vigneaud, född 18 maj 1901, Chicago, Cook County, Illinois, död 11 december 1978, White Plains, Westchester County, New York var en amerikansk biokemist. 

## Biografi
du Vigneaud var professor vid Cornell University. Han arbetade med bl. a. vitaminer, hormoner, penicillinsyntes och svavelhaltiga föreningars metabolism.  Hans forskning rörde insulin, strukturen hos biotin, syntes av penicillin och kanske främst strukturbestämning och syntes av två hormoner från hypofysens baklob, nämligen oxytocin och vasopressin. Båda är viktiga som läkemedel och kan tack vare hans insatser tillverkas på konstgjord väg.

## Utmärkelser
År 1948 tilldelades han Albert Lasker Basic Medical Research Award.
År 1955 erhöll han Nobelpriset i kemi för strukturbestämningen och syntesen av hypofyshomonerna vasopressin och oxytocin.